# Montreuil-sur-Lozon
Montreuil-sur-Lozon är en kommun i departementet Manche i regionen Normandie i norra Frankrike. Kommunen ligger i kantonen Marigny som tillhör arrondissementet Saint-Lô. År 2022 hade Montreuil-sur-Lozon 345 invånare.

## Befolkningsutveckling
Antalet invånare i kommunen Montreuil-sur-Lozon
| Referens: INSEE |